# Chamaepsila clunalis
Chamaepsila clunalis är en tvåvingeart som först beskrevs av Collin 1844.  Chamaepsila clunalis ingår i släktet Chamaepsila, och familjen rotflugor. Arten är reproducerande i Sverige.